# Rue de la Butte
La rue de la Butte est une rue liégeoise du quartier du Laveu qui va de la rue du Laveu à la rue Comhaire. La partie supérieure de la voirie est constituée d'un escalier.

## Situation et description
Cette courte rue pavée  mesurant environ 65 m, en côte et en cul-de-sac pour les automobilistes, se termine pour sa partie haute par un escalier de 22 marches aboutissant à la rue Comhaire. La rue compte une quinzaine d'immeubles.

## Odonymie
Ce sont les habitants de la rue qui avaient pris l'habitude de désigner cette artère comme rue de la Butte, dénomination que la ville de Liège officialisa en 1881.

## Voies adjacentes
- Rue du Laveu
- Rue Comhaire